# 里弗賽德 (新墨西哥州格蘭特縣)
里弗賽德（英語：Riverside）是位於美國新墨西哥州格蘭特縣的非建制地區。

## 地理
里弗賽德所處的海拔為高於海平面1366米（即4482英呎），而該地所採用的時區為UTC-7，即北美山地时区（MST）。同時該地設有夏令時間，為UTC-7調快一小時，即UTC-6（MDT）。